# Пвани
Пвани (суахили Pwani) — одна из 30 областей Танзании. Площадь составляет 32 407 км², по переписи 2012 года её население составило 1 098 668 человек. Административный центр — город Кибаха.

## География
Область расположена в восточной части страны. Граничит с областью Танга (на севере), Линди (на юге), Морогоро (на западе), городом Дар-эс-Салам (на востоке). На востоке также омывается водами Индийского океана. В состав области входит довольно крупный остров Мафия. Слово «pwani» в переводе с суахили означает «побережье».

## Административное деление
В административном отношении делится на город Кибаха и восемь округов:
- Багамойо[англ.]: 8463 км²
- Кибаха[англ.]: 1502 км²
- Кибити[англ.]: 2805 км²
- Кисараве[англ.]: 5028 км²
- Мафия[англ.]: 643 км²
- Мкуранга[англ.]: 2827 км²
- Руфиджи[англ.]: 12 752 км²
- Чалинзе[англ.]: 8042 км²